# 萨里-索伦扎拉
萨里-索伦扎拉（法語：Sari-Solenzara，法語發音：[saʁi sɔlɛntsaʁ(a)]）是法国南科西嘉省的一个市镇，属于萨尔泰讷区。

## 地理
萨里-索伦扎拉（41°51'26"N, 9°23'57"E）面积73.85 平方千米，位于法国南科西嘉省，该省份位于科西嘉南部，后者为地中海西部的一座岛屿，也是法国的一个单一领土集体，位于法国大陆部分的东南面，意大利半島的西面，最临近的地块是撒丁岛。
与萨里-索伦扎拉接壤的市镇（或旧市镇、城区）包括：昆扎、索拉罗。
萨里-索伦扎拉的时区为UTC+01:00、UTC+02:00（夏令时）。

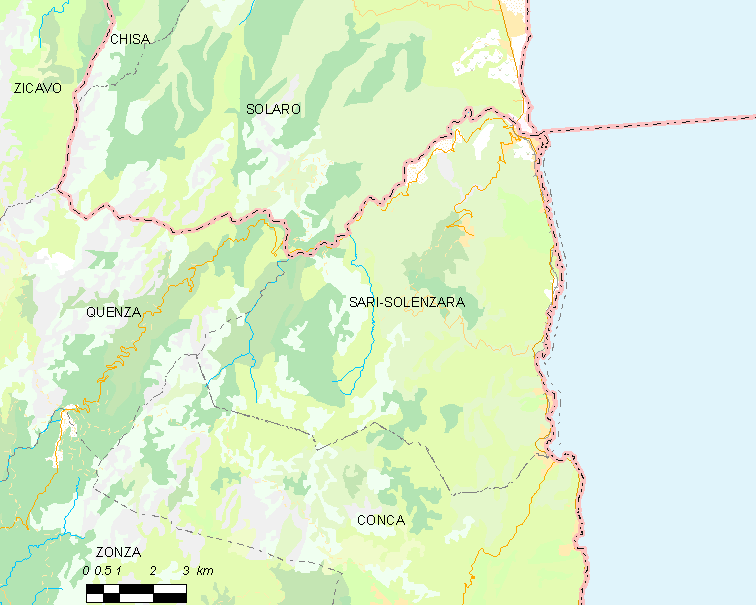
萨里-索伦扎拉的OSM定位图

## 行政
萨里-索伦扎拉的邮政编码为20145，INSEE市镇编码为2A269。

## 政治
萨里-索伦扎拉所属的省级选区为巴韦拉县。

## 人口

1962-2008年间萨里-索伦扎拉人口变化图示

萨里-索伦扎拉于2022年1月1日时的人口数量为1447人。